# Brian Tracy
Brian Tracy, né le 5 janvier 1944  à Charlottetown (Canada), est un homme d'affaires et écrivain américain, d'origine canadienne, spécialisé dans l'auto-assistance. 

## Carrière
Tracy est le président et le directeur général (PDG) de Brian Tracy International, une société que Tracy a fondée en 1984 à Vancouver, en Colombie-Britannique, au Canada,. Elle vend des conseils sur le leadership, la vente, l'estime de soi, les objectifs, la stratégie, la créativité et la psychologie du succès,. Son siège social se trouve à Bankers Hill, à San Diego, en Californie.

## Biographie
Il a pris la nationalité américaine et vit à San Diego. Il a fait des études à l'université de l'Alberta.
Ses livres les plus connus sont : Earn What You're Really Worth, Eat That Frog!, No Excuses! The Power of Self-Discipline et The Psychology of Achievement.

## Publications
- The Psychology of Selling: Increase Your Sales Faster and Easier Than You Ever Thought Possible (1988), Thomas Nelson;  (ISBN 9780785288060).
- The Science of Self-Confidence (1991);  (ISBN 9781905953585).
- Maximum Achievement: Strategies and Skills that Will Unlock Your Hidden Powers to Succeed (1993), Simon & Schuster;  (ISBN 9780684803319).
- Accelerated Learning Techniques (with Colin Rose) (1995), Nightingale-Conant;  (ISBN 9780671536848).
- How to Master Your Time (1995);  (ISBN 9781633120327).
- The 21 Success Secrets of Self-Made Millionaires: How to Achieve Financial Independence Faster and Easier Than You Ever Thought Possible (2001), Berrett-Koehler Publishers;  (ISBN 9781583762059).
- Get Paid More and Promoted Faster: 21 Great Ways to Get Ahead in Your Career (2001), Berrett-Koehler Publishers;  (ISBN 9781583762073).
- Hire and Keep the Best People: 21 Practical and Proven Techniques You Can Use Immediately (2001), Berrett-Koehler Publishers;  (ISBN 9781576751695).
- Focal Point: A Proven System to Simplify Your Life, Double Your Productivity, and Achieve All Your Goals (2001), AMACOM;  (ISBN 9780814471296).
- The Psychology of Achievement (2002), Simon & Schuster Audio/Nightingale-Conant;  (ISBN 9780743526586).
- The 100 Absolutely Unbreakable Laws of Business Success (2002), Berrett-Koehler Publishers;  (ISBN 9781576751268).
- Change Your Thinking, Change Your Life: How to Unlock Your Full Potential for Success and Achievement (2003), Wiley & Sons, Incorporated, John;  (ISBN 9780471448587).
- Be a Sales Superstar: 21 Great Ways to Sell More, Faster, Easier in Tough Markets (2003), Berrett-Koehler Publishers;  (ISBN 9781576752739).
- Many Miles to Go: A Modern Parable for Business Success (2003), Entrepreneur Press;  (ISBN 9781891984990).
- The Ultimate Goals Program: How To Get Everything You Want Faster Than You Thought Possible (2003), Simon & Schuster Audio/Nightinga;  (ISBN 9780743561495).
- The Power of Clarity: Find Your Focal Point, Maximize Your Income, Minimize Your Effort (2003);  (ISBN 9780974196428).
- Advanced Selling Strategies (2004);  (ISBN 9780976123910).
- Time Power: A Proven System for Getting More Done in Less Time Than You Ever Thought Possible (2004);  (ISBN 9780814427859).
- TurboCoach: A Powerful System for Achieving Breakthrough Career Success (with Campbell Fraser) (2005), AMACOM;  (ISBN 9780814472484).
- Create Your Own Future: How to Master the 12 Critical Factors of Unlimited Success (2005), Wiley & Sons, Incorporated, John;  (ISBN 9780471718529).
- The Power of Charm: How to Win Anyone Over in Any Situation (2006);  (ISBN 9780814429716).
- The Art of Closing the Sale: The Key to Making More Money Faster in the World of Professional Selling (2007), HarperCollins Focus;  (ISBN 9780785289135).
- Speak to Win: How to Present with Power in Any Situation (2008);  (ISBN 9780814401828).
- The New Psychology of Achievement: Breakthrough Strategies for Success and Happiness in the 21st Century (2008), Simon & Schuster Audio/Nightinga;  (ISBN 9780743583442).
- Flight Plan: The Real Secret of Success (2009), Berrett-Koehler Publishers;  (ISBN 9781605092751).
- Reinvention: How to Make the Rest of Your Life the Best of Your Life (2009), AMACOM;  (ISBN 9780814437544).
- The Miracle of Self-Discipline (2010), Nightingale Conant;  (ISBN 9781908364043).
- No Excuses!: The Power of Self-Discipline (2010), Carroll & Graf;  (ISBN 9781593155827).
- How the Best Leaders Lead: Proven Secrets to Getting the Most Out of Yourself and Others (2010);  (ISBN 9780814414354).
- Goals!: How to Get Everything You Want Faster Than You Ever Thought Possible, 2nd Edition (2010), Berrett-Koehler Publishers;  (ISBN 9781605094113).
- Kiss That Frog!: 21 Great Ways to Turn Negatives into Positives in Your Life and Work (with Christina Tracy Stein) (2012), Berrett-Koehler Publishers;  (ISBN 9781609942809).
- Earn What You're Really Worth: Maximize Your Income at Any Time in Any Market (2012), Carroll & Graf;  (ISBN 9781593156305).
- The Power of Self-Confidence: Become Unstoppable, Irresistible, and Unafraid in Every Area of Your Life (2012);  (ISBN 9781118464014).
- Negotiation (The Brian Tracy Success Library) (2013);  (ISBN 9780814433195).
- Motivation (The Brian Tracy Success Library) (2013);  (ISBN 9780814433126).
- 12 Disciplines of Leadership Excellence: How Leaders Achieve Sustainable High Performance (with Peter Chee) (2013), McGraw-Hill Education;  (ISBN 9780071809467).
- Time Management (The Brian Tracy Success Library) (2014);  (ISBN 9780814433447).
- Creativity and Problem Solving (The Brian Tracy Success Library) (2014);  (ISBN 9780814433171).
- Leadership (2014), AMACOM;  (ISBN 9780814433416).
- Find Your Balance Point: Clarify Your Priorities, Simplify Your Life, and Achieve More (with Christina Stein) (2015), Berrett-Koehler Publishers;  (ISBN 9781626565722).
- Sales Success (2015), AMACOM;  (ISBN 9780814449196).
- Master Your Time, Master Your Life: The Breakthrough System to Get More Results, Faster, in Every Area of Your Life (2016);  (ISBN 9780399183836).
- Personal Success (the Brian Tracy Success Library) (2016), AMACOM;  (ISBN 9780814437032).
- Just Shut Up and Do It: 7 Steps to Conquer Your Goals (2016), Sourcebooks, Incorporated;  (ISBN 9781608106165).
- Eat That Frog!: 21 Great Ways to Stop Procrastinating and Get More Done in Less Time, 3rd Edition (2017), Berrett-Koehler Publishers;  (ISBN 9781626569416).
- Million Dollar Habits: Proven Power Practices to Double and Triple Your Income (2017);  (ISBN 9781613083734).
- Believe It to Achieve It: Overcome Your Doubts, Let Go of the Past, and Unlock Your Full Potential (2017);  (ISBN 9781524704872).
- Why People Don’t Believe You…: Building Credibility from the Inside Out (by Rob Jolles, foreword by Brian Tracy) (2018), Berrett-Koehler Publishers;  (ISBN 9781523095896).